# 后白镇
后白镇，是中华人民共和国江苏省鎮江市句容市下辖的一个乡镇级行政单位。境内的张庙茶场、后白良种场、市种猪场曾列为句容市的类似乡级单位。

## 行政区划
后白镇下辖以下地区：
后白社区、二圣社区、后白村、淮源村、李桥村、夏王村、东湾村、延福村、古村、芦江村、王庄村、西冯村、曹村、东风村、二圣村、徐巷村、西城村、林梅村、长里岗村、槐道村、五星村、泗庄村和张庙村。